# Umělá infiltrace

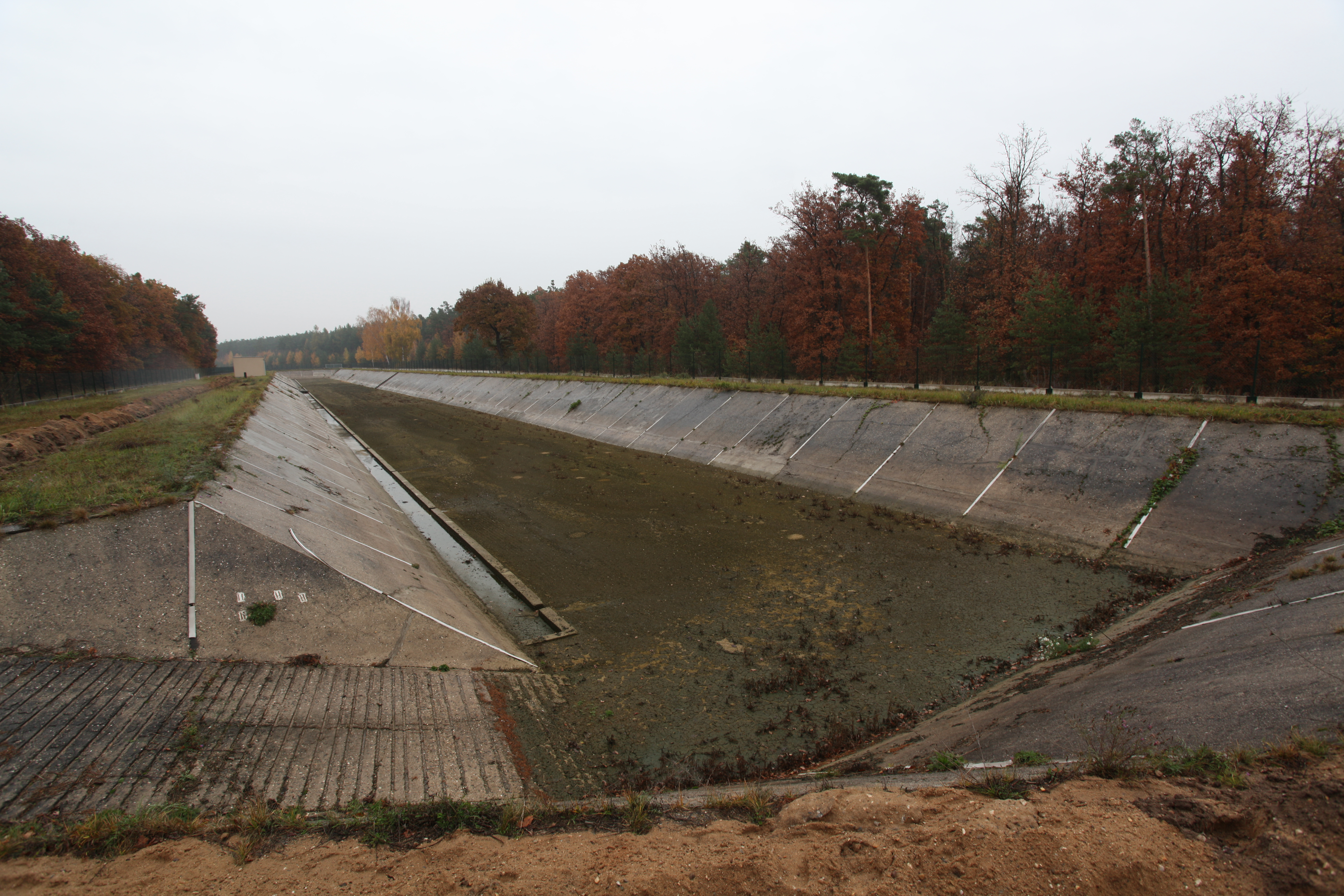
Prázdné vsakovací žlaby vodního zdroje Káraný

Umělá infiltrace je způsob řízeného čištění vody. Využívá se hlavně při přípravě vody pitné z vody povrchové.
Povrchová voda je načerpána z povrchového vodního zdroje (řeky, nádrže), přefiltrována na pískových rychlofiltrech a následně dopravena do velkých koryt. Zde je zadržena a postupně zasakuje do pískového podloží. V okolí žlabů jsou pak po několika metrech umístěny studny, kde se tato pročištěná voda podtlakem čerpá a dopravuje k dalšímu zpracování. Vsakovací žlab se jednou za sezónu čistí seškrabáním hustších nečistot z povrchové části.

## Předpoklady využití umělé infiltrace

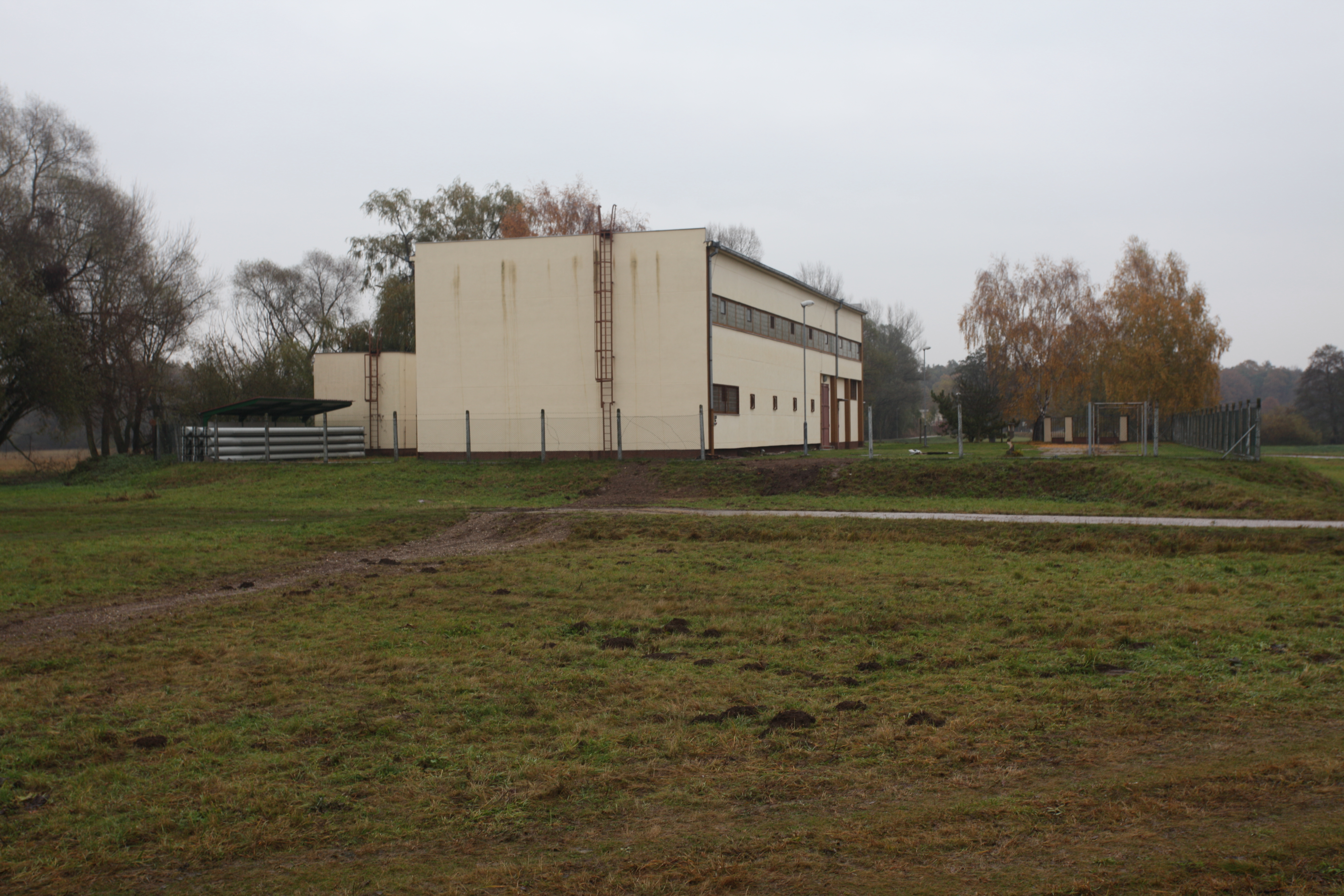
Čerpací stanice s pískovými rychlofiltry na úpravu surové vody z řeky Jizery

Vodní zdroj, jeho okolí a místo umělé infiltrace by měly být relativně čisté, neznečištěné těžkými kovy ani ropnými látkami. Je také třeba, aby místo umělé infiltrace obsahovalo mocné písky na větším území.